# Пам'ятки української мови
Па́м'ятки украї́нської мо́ви — писемні пам'ятки, що використовуються для вивчення історії української мови і її говорів та дослідження історії української літературної мови. При дослідженні історії української мови використовуються переважно (але не тільки) тексти, написані або переписані на півдні Київської Русі.
Інститут мовознавства імені О. О. Потебні НАН України, а тепер і Інститут української мови НАН України здійснював серію публікацій староукраїнських текстів XIV — XIX ст. Тексти видаються за спеціальними правилами видання пам'яток, писаних українською мовою та церковнослов'янською української редакції. Серед «Пам'яток української мови»: актові документи і грамоти, художня література, публіцистична література, полемічна література, наукова література та ін. Кожне видання, як правило, супроводжується вступним археографічними і лінгвістичними дослідженнями. Подаються словнички давніх і малозрозумілих лексем, списки скорочень, література, покажчики власних і географічних назв, ілюстрації. Рукописні тексти публікуються у транслітерації, друковані — факсимільне.
У 2015 році вийшло перше у вітчизняній медієвістиці найповніше зібрання пам'яток української мови найдавнішого періоду (Х — ХІІІ ст.) — «Хрестоматія з історії української мови Х–ХІІІ ст.», яке підготував В. В. Німчук в НАН України.
До пам'яток української мови також належать українські народні пісні. Зокрема, найдавніша Українська народна пісня «Дунаю, Дунаю, чому смутен течеш?» є пам'яткою і найдавнішим зразком живої народної мови й зразком найстарішої власне української книжної епічної поезії.

### Х— ХІІІ ст.
- Хрестоматія з історії української мови Х — ХІІІ ст. / Василь Німчук ; НАН України. Інститут української мови. — Житомир: Полісся, 2015. — 352 с. — Назва обкладинки: Історія української мови. Хрестоматія X—XIII ст.
- Шахматов О., Кримський А. Нариси з історії української мови та хрестоматія з пам'ятників письменської старо-українщини XI—XVIII в.в. — Київ: вид. «Друкар», 1922. — 182 с.
- Старо-слов'янська мова української редакції // Огієнко Іван. Памятки старо-словянської мови Х-ХІ віків. — Варшава: Друкарня Синодальна, 1929. — С. 103—188.
- Сімович В. Хрестоматія з пам'ятників староукраїнської мови (старого й середнього періоду до кінця XVIII стол.).— Прага: Сіяч, 1932. — 494 c.
- Євсевієве Євангеліє 1283 року [Архівовано 5 березня 2016 у Wayback Machine.] / НАН України, Інститут української мови, Київський славістичний університет ; підгот. Г. П. Арполенко [та ін.] ; відп. ред. В. В. Німчук. — К.: КСУ, 2001. — 320 с. — (Пам'ятки української мови XIII ст. Серія канонічної літератури). ‒ ISBN 966-7486-36-2.
- Добрилове Євангеліє 1164 року / Відп. ред. В. В. Німчук; Упор. Ю. В. Осінчук. НАН України. Інститут українознавства ім. І. Крип′якевича. — Львів: Інститут українознавства ім. І. Крип′якевича НАН України, 2012. — 804 с. — (Серії: «Історія мови», «Пам′ятки української мови»). ‒ ISBN 978-966-02-6488-5.
- Бучацьке Євангеліє XII—XIII ст. / Відп. ред. В. В. Німчук, підгот. до видання Ю. В. Осінчук. — К.: Видавничий дім Дмитра Бураго, 2017. (Серія «Пам'ятки української мови»). — 360 с. ‒ ISBN 978-966-489-437-8.
- Графіті Софії Київської
- Городиське (Бучацьке) Євангеліє
- Євсевієве Євангеліє
- Крилоське Євангеліє
- Добрилове Євангеліє
- Меч Коваля Людоти[7]
- Лавришівське євангеліє
- Холмське Євангеліє
- Виголексінський збірник
- Ізборники
- Кристинопольський Апостол
- Тмутороканський камінь

### XIV— XVст.
- Грамоти XIV ст. / упоряд. М. М. Пещак ; Інститут мовознавства ім. О. О. Потебні АН УРСР. — Київ: Наукова думка, 1974. — 219 с. — (Пам'ятки української мови).
- Стиль ділових документів XIV ст. (структура тексту) / М. М. Пещак; відп. ред.: І. П. Чепіга; АН Української РСР, Ін-т мовознавства ім. О. О. Потебні. — Київ: Наукова думка, 1979. — 268 с. — (Пам'ятки української мови XIV ст.).
- Українські грамоти XV ст. [Архівовано 8 червня 2019 у Wayback Machine.] / підгот. тексту, вступ. ст., коментарі В. М. Русанівського ; Інститут мовознавства ім. О. О. Потебні АН УРСР. — К.: Наукова думка, 1965. — 164 с. — (Пам'ятки української мови: серія юридичної літератури).
- Луцьке Євангеліє.
- Королевське Євангеліє.
- Четья-Мінея 1489 р.

### XVI—XVIIст.
- Книга Київського підкоморського суду (1584—1644) [Архівовано 8 червня 2019 у Wayback Machine.] / Відп. ред. В. В. Німчук; Упорядн.: Г. В. Боряк, Т. Ю. Гирич, Л. 3. Гісцова, В. М. Кравченко, В. В. Німчук, Г. С. Сергійчук, В. В. Страшко, Н. М. Яковенко. АН України. Інститут мовознавства ім. О. О. Потебні; Археографічна комісія; Інститут історії; Центральний державний історичний архів України у м. Києві. — К.: Наукова думка, 1991. — 344 с. — (Пам'ятки української мови. Серія актових джерел). — ISBN 5-12-002494-7.
- Акти Житомирського гродського уряду: 1590 р., 1635 р. / НАН України, Ін-т укр. мови [та ін.]; підгот. до вид. В. М. Мойсієнко ; [відп. ред. В. В. Німчук]. — Житомир: [б.в.], 2004. — 249, [3] с. — (Пам'ятки української мови. Серія актових документів і грамот). — ISBN 966-655-120-9.
- Актова книга Житомирського міського уряду кінця XVI ст. (1582—1588 рр.) / підгот. до вид. М. К. Бойчук ; відп. ред. В. М. Русанівський ; АН УРСР. Ін-т мовознавства ім. О. О. Потебні, 1965. (Пам'ятки української мови XVII ст., . Серія актових документів і грамот)
- Актова книга Житомирського гродського уряду 1611 року / НАН України, Ін-т укр. мови, Житомир. держ. пед. ун-т ім. І. Франка. Північноукр. діалектол. центр, Центр. держ. істор. арх. України у м. Києві ; упоряд. А. М. Матвієнко, В. М. Мойсієнко ; відп.ред. В. В. Німчук. — Житомир: [б.в.], 2002. — 392 с. — (Пам'ятки української мови. Серія актових документів і грамот). — ISBN 966-655-023-7.
- Лексис Лаврентія Зизанія. Синоніма славеноросская / вступ. ст., підгот. тексту В. В. Німчук ; Інститут мовознавства ім. О. О. Потебні АН УРСР. — Київ: Наукова думка, 1964. — 195 с. — (Пам'ятки української мови: серія наукової літератури).
- Лаврентій Зизаній. Граматика словенська [Архівовано 8 червня 2019 у Wayback Machine.]. Підготовка факсимільного видання та дослідження пам'ятки В. В. Німчука; Академія наук Української РСР, Інститут мовознавства ім. О. О. Потебні. — Київ: Наукова думка, 1980. — (Пам'ятки української мови).
- Граматика словенська: додаток [Архівовано 8 червня 2019 у Wayback Machine.] / підготовка факсимільного видання та дослідження пам'ятки В. В. Німчука; Академія наук Української РСР, Інститут мовознавства ім. О. О. Потебні. — Київ: Наукова думка, 1980. — 55 c. : портр. — (Пам'ятки української мови).
- Ділова мова Волині і Наддніпрянщини XVII ст. Збірник актових документів / Відп. ред. В. В. Німчук; Підг. до видан.: В. В. Німчук, В. М. Русанівський, К. С. Симонова, В. Ю. Франчук, Т. К. Черторизька. АН Української РСР. Ордена Трудового Червоного Прапора Інститут мовознавства ім. О. О. Потебні. — К.: Вид-во «Наукова думка», 1981. — 316 с. — (Пам′ятки української мови XVII ст. Серія актових документів і грамот).
- Граматика слов'янська І. Ужевича [Архівовано 8 червня 2019 у Wayback Machine.] / підгот. до друку І. К. Білодід, Є. М. Кудрицький ; Інститут мовознавства ім. О. О. Потебні АН УРСР. — К.: Наукова думка, 1965. — 164 с. — (Пам'ятки української мови XVII ст.).
- Лексикон словенороський Памви Беринди [Архівовано 4 лютого 2014 у Wayback Machine.] / вступ. ст., підгот. тексту В. В. Німчук ; відп. ред. Кирило Кузьмич Цілуйко, Інститут мовознавства ім. О. О. Потебні АН УРСР. — Київ: Видавництво АН УРСР, 1961. — 272 с. — (Пам'ятки української мови XVII ст. : серія наукової літератури).
- Мелетій Смотрицький. Граматика слов'янська (1619) [Архівовано 8 червня 2019 у Wayback Machine.]. Підготовка факсимільного видання В. В. Німчука. — Київ. «Наукова думка», 1979. — (Пам'ятки української мови).
- Лексикон латинський Є. Славинецького. Лексикон словено-латинський Є. Славинецького та А. Корецького-Сатановського / підгот., передм. Василь Васильович Німчук ; відп. ред. Кирило Кузьмич Цілуйко ; Інститут мовознавства ім. О. О. Потебні АН УРСР. — Київ: Наукова думка, 1973 . — 541 с. : бібліографія у підрядкових прим. — (Пам'ятки української мови).
- Вірші. Приповісті посполиті [Архівовано 8 червня 2019 у Wayback Machine.] / К. Зіновіїв ; підгот. тексту І. П. Чепіга ; відп. ред. В. В. Німчук ; іст.-літ. коментар В. П. Колосова ; вступ. ст. В. П. Колосова, І. П. Чепіга ; АН УРСР, Ін-т мовознав. ім. О. О. Потебні. — К. : Наукова думка, 1971. — 391 с.: іл. — (Пам'ятки української мови XVII—XVIII ст. Серія художньої літератури).
- Лохвицька ратушна книга другої половини XVII ст.: Збірник актових документів [Архівовано 8 червня 2019 у Wayback Machine.] / Відп. ред. І. П. Чепіга. АН Української РСР. Інститут мовознавства ім. О. О. Потебні. — К.: «Наукова думка», 1986. — (Пам′ятки української мови XVI ст. Серія актових документів і грамот).
- Книга Овруцького замкового уряду 1678 р. Серія «Волинський текст: пам'ятки української мови». — Вип. 2. /Підгот. до вид. О. Ю. Макарова. — Житомир, 2013. — 244 с. ‒ ISBN 978-966-655-711-0.
- Акти Вижвівської міської книги XVII ст. / Інститут української мови НАН України; Житомир. держ. ун-т ім. І. Франка; Хмельниц. нац. ун-т; ЦДІАК України у м. Києві [підгот. до вид. І. Б. Царалунга]; [відп. ред. В. М. Мойсієнко]. — Житомир, 2015. — 172 с. — (Серія актових документів і грамот) (Пам'ятки української мови). — ISBN 978-966-655-780-6.
- EYXAPIΣTHPION албо вдячность… : [метаграф. текст, покажч. слів та словоформ, мовознав. дослідж.] / НАН України, Ін-т укр. мови, Нац. б-ка України ім. В. І. Вернадського, Житомир. держ. ун-т ім. Івана Франка ; підгот. до вид. В. М. Мойсієнко, З. В. Головецька ; [відп. ред. В. В. Німчук]. — Житомир: Полісся, 2016. — 83 с. — (Пам'ятки української мови XVII ст. Серія художньої літератури).
- Акти Полтавського полкового суду 1668‒1740 рр. Збірник актових документів. ‒ Кн. 1 / Упоряд.: І. П. Чепіга, У. М. Штанденко; Відп. ред. В. В. Німчук. ‒ К.: Наукова думка, 2017. ‒ (Пам'ятки української мови. Серія актових документів і грамот). ‒ ISBN 978-966-00-1577-6.
- Ключ розуміння: Пам'ятки української мови / І. Галятовський; підгот.: І. П. Чепіга. — Київ: Наукова думка, 1985. — 445 с.
- Лікарство на оспалый оумыслъ чоловічїй / підгот. до вид.: В. М. Мойсієнко, Н. П. Бондар, О. Ю. Макарова, С. П. Радомська ; НАН України, Ін-т укр. мови, Нац. б-ка України ім. В. І. Вернадського, Житомир. держ. ун-т ім. І. Франка. — Житомир, 2017. — (Серія конфесійної літератури "Пам'ятки української мови XVII ст.). — Т. 1: Лъкарство на оспалый оумыслъ чоловъчїй а ωсобливε на затвεрдълыε срдца людскїε злоεдεныε свътомъ, альбо какими гръхами (Острог, 1607): Факсимільне видання «Лікарства…» 1607 р. — 189 арк.; — T. 2: Транслітерований текст пам'ятки української мови «Лъкарство на ωспалый оумыслъ чоловъчїй» (Острог, 1607): [метаграф. текст]. — VII с., 179 арк., іл.; — Т. 3: [лінгвіст., книгознав. дослідж. та словопокажч.]. — 227 с. ‒ ISBN 978-617-7483-92-1; ‒ ISBN 978-617-7483-93-8.
- Кременецька земська книга 1578 року / підгот. до вид. Л. В. Ящук; відп. ред. В. М. Мойсієнко, В. Д. Собчук; Ін-т укр. мови НАН України, Житомир. держ. ун-т ім. І. Франка, Центр. держ. іст. архів України, м. Київ, Кремен.-Почаїв. держ. іст.-архітектур. заповідник. — Кременець: Кременецько-Почаївський держ. іст.-архіт. заповідник, 2018. — 300 с.: іл. — (Пам'ятки української мови. Серія актових документів і грамот). — ISBN 978-617-515-293-5.
- Трагедія руська.
- Нягівські повчання.
- Лексис.
- Лексикон словенороський.
- Житомирське Євангеліє.
- Луцька замкова книга 1560—1561 рр.
- Крехівський Апостол XVI ст.
- Пересопницьке Євангеліє.
- Літопис Самовидця.
- Львівський літопис.
- Молдовські грамоти.
- Острозький літописець.
- Перло многоценное.
- Пісня козака Плахти.
- Інтермедія.
- Синоніма Славеноросская.

### XVIII— XIXст.
- Ділова і народно-розмовна мова XVIII ст. Матеріали сотенних канцелярій і ратуш Лівобережної України / підгот., передмова В. А. Передрієнко ; Інститут мовознавства ім. О. О. Потебні АН УРСР . — Київ: Наукова думка, 1976 . — 416 с. : іл. — (Пам'ятки української мови: серія актових документів і грамот).
- Приватні листи XVIII ст. / Підг. до видан. В. А. Передрієнко; Відп. ред. М. А. Жовтобрюх. АН Української РСР. Інститут мовознавства ім. О. О. Потебні. — К.: Наукова думка, 1987. — 176 с. — (Пам′ятки української мови. Серія приватних листів).
- Лікарські та господарські порадники XVIII ст. / підгот. В. А. Передрієнко ; відп. ред. В. В. Німчук. — К. : Наукова думка, 1984. — 127 с. — (Серія наукової літератури «Пам'ятки української мови XVIII ст.» / АН УРСР, Ін-т мовознав. ім. О. О. Потебні).
- Словник української мови / П. П. Білецький-Носенко ; підгот. до вид. В. В. Німчук. — К. : Наукова думка, 1966. — 422 с. — (Пам'ятки української мови / АН УРСР, Ін-т мовознав. ім. О. О. Потебні).
- Гисторія…Г.Граб'янки. Летописъ краткій… / упоряд., вступ.ст., коммент., покажч. В. М. Мойсієнко ; відп.ред. В. В. Німчук ; НАН України, Ін-т укр. мови. — Житомир: [б.в.], 2001. — 277 с. — (Пам'ятки української мови XVIII ст. Серія козацьких літописів). ‒ ISBN 966-7057-97-6.
- Тимченко Є. Матеріали до словника писемної та книжної української мови XV—XVIII ст. У 2 кн. / Є. Тимченко ; підгот., упоряд., ред. В. В. Німчук, Г. І. Лиса ; НАН України, Укр. Вільна Акад. Наук у США. — К., Нью-Йорк, 2002. — Кн. 1. — 512 с. — (Пам'ятки української мови. Серія словників). ‒ ISBN 966-7252-25-6.
- Тимченко Є. Матеріали до словника писемної та книжної української мови XV—XVIII ст. У 2 кн. / В. В. Німчук, Г. I. Лиса (підготували до видання). — К., Нью-Йорк, 2003. — Кн. 2. — 512 с. — (Пам'ятки української мови . Серія словників). ‒ ISBN 966-7252-25-6.
- Псалтир: переклад новою українською літературною мовою П. С. Морачевського (1865) / Підгот. вид. Л. А. Гнатенко; Дослід. Л. А. Гнатенко, В. В. Німчука; Відп. ред. Л. А. Дубровіна. Національна академія наук України, Український комітет славістів, Національна бібліотека України їм. В. І. Вернадського; Інститут української мови. — К.: НБУВ, 2015. — 200 с. — (Пам'ятки української мови XIX ст., Серія канонічної літератури). ‒ ISBN 978-966-02-7487-7.